# Pseudoterpna
Pseudoterpna Hübner, [1823] è un genere di lepidotteri notturni appartenente alla famiglia Geometridae, presente in Eurasia e Nordafrica.

## Descrizione
Ha palpi retti (che si estendono in avanti), con la seconda articolazione ricoperta di peli e che arriva oltre il ciuffo frontale appuntito, dove la terza articolazione è nuda e di lunghezza variabile. Tibia posteriore del maschio generalmente dilatata e tipicamente terminante con un leggero processo sul lato superiore e con una piega contenente un ciuffo di peli lunghi e due paia di corti speroni. Addome con ciuffi dorsali corti e sparsi sui segmenti mediali. Entrambe le ali con margine crenulato (smerlato). Ali anteriori con vena 3 dall'angolo vicino alla cellula. Vena 5 da sotto l'angolo superiore e vena 6 dall'angolo. Vene 7, 8, 9 e 10 peduncolate e vena 11 libera o anastomizzata con la vena 12. Ali posteriori lunghe e vena 3 dall'angolo della cellula. Vena 5 dall'angolo superiore e vena 7 da prima dell'angolo.

## Specie
- Pseudoterpna coronillaria (Hübner, [1817])
  - Pseudoterpna coronillaria coronillaria (Hübner, [1817])
  - Pseudoterpna coronillaria algirica Wehrli, 1930
  - Pseudoterpna coronillaria axillaria Guenée, [1858]
  - Pseudoterpna coronillaria cinerascens (Zeller, 1847)
  - Pseudoterpna coronillaria flamignii Hausmann, 1997
  - Pseudoterpna coronillaria halperini Hausmann, 1996
- Pseudoterpna corsicaria (Rambur, 1833) (=Pseudoterpna corsicaria ramburaria Oberthür, 1916)
- Pseudoterpna lesuraria Lucas, 1933
- Pseudoterpna pruinata (Hufnagel, 1767)
- Pseudoterpna rectistrigaria Wiltshire, 1948
- Pseudoterpna simplex Alphéraky, 1892